# A magyar labdarúgó-bajnokság aranyérmes játékosainak listája
1901 óta több mint ezer játékos szerzett bajnoki címet. Minden játékos, aki pályára lépett abban az idényben, melyben csapata bajnokságot nyert bajnoknak számít, akkor is, ha esetleg idény közben eligazolt a klubtól.
Kezdetben 11-15 játékos szerepelt a bajnokcsapatokban. Az 1930-as években kezdett 20-hoz közelíteni ez a szám. Az 1960-as évektől általában már húsznál többen alkották a bajnokcsapatot. A 2000-es évek elejétől már előfordult, hogy 30-nál is több játékos lépett pályára a bajnok egyesületnél.
Jelenleg egyetlen aktív, legalább ötszörös magyar bajnok labdarúgó van: ő Leandro de Almeida, a Ferencváros játékosa.

## Legsikeresebb játékosok
| #   | Játékos            | Bajnoki cím | Csapat(ok)                            | Idények |
| --- | ------------------ | ----------- | ------------------------------------- | --- |
| 1.  | Schlosser Imre     | 13          | 7 – Ferencváros 6 – MTK               | 1906–07, 1908–09. 1909–10, 1910–11, 1911–12, 1912–13, 1926–27 1916–17, 1917–18, 1918–19, 1919–20, 1920–21, 1921–22 |
| 2.  | Kertész Vilmos     | 9           | MTK                                   | 1913–14, 1916–17, 1917–18, 1918–19, 1919–20, 1920–21, 1921–22, 1922–23, 1923–24                                    |
| 3.  | Nyúl Ferenc        | 9           | MTK                                   | 1913–14, 1916–17, 1917–18, 1918–19, 1919–20, 1921–22, 1922–23, 1923–24, 1924–25                                    |
| 4.  | Braun József       | 9           | MTK                                   | 1916–17, 1917–18, 1918–19, 1919–20, 1920–21, 1921–22, 1922–23, 1923–24, 1924–25                                    |
| 5.  | Mándi Gyula        | 9           | MTK, Hungária                         | 1919–20, 1920–21, 1921–22, 1922–23, 1923–24, 1924–25, 1928–29, 1935–36, 1936–37                                    |
| 6.  | Dunai Ede          | 9           | Újpesti Dózsa                         | 1969, 1970-tavasz, 1970–71, 1971–72, 1972–73, 1973–74, 1974–75, 1977–78, 1978–79                                   |
|     | Fazekas László     | 9           | Újpesti Dózsa                         | 1969, 1970-tavasz, 1970–71, 1971–72, 1972–73, 1973–74, 1974–75, 1977–78, 1978–79                                   |
|     | Nagy László        | 9           | Újpesti Dózsa                         | 1969, 1970-tavasz, 1970–71, 1971–72, 1972–73, 1973–74, 1974–75, 1977–78, 1978–79                                   |
|     | Tóth András        | 9           | Újpesti Dózsa                         | 1969, 1970-tavasz, 1970–71, 1971–72, 1972–73, 1973–74, 1974–75, 1977–78, 1978–79                                   |
|     | Zámbó Sándor       | 9           | Újpesti Dózsa                         | 1969, 1970-tavasz, 1970–71, 1971–72, 1972–73, 1973–74, 1974–75, 1977–78, 1978–79                                   |
| 11. | Bródy Sándor       | 8           | Ferencváros                           | 1903, 1905, 1906–07, 1908–09, 1909–10, 1910–11, 1911–12, 1912–13                                                   |
|     | Fritz Alajos       | 8           | Ferencváros                           | 1903, 1905, 1906–07, 1908–09, 1909–10, 1910–11, 1911–12, 1912–13                                                   |
|     | Manglitz Ferenc    | 8           | Ferencváros                           | 1903, 1905, 1906–07, 1908–09, 1909–10, 1910–11, 1911–12, 1912–13                                                   |
|     | Weisz Ferenc       | 8           | Ferencváros                           | 1903, 1905, 1906–07, 1908–09, 1909–10, 1910–11, 1911–12, 1912–13                                                   |
| 15. | Vágó Antal         | 8           | MTK                                   | 1913–14, 1916–17, 1917–18, 1918–19, 1919–20, 1920–21, 1921–22, 1922–23                                             |
| 16. | Orth György        | 8           | MTK                                   | 1917–18, 1918–19, 1919–20, 1920–21, 1921–22, 1922–23, 1923–24, 1924–25                                             |
| 17. | Szentmihályi Antal | 8           | 2 – Vasas SC 6 – Újpesti Dózsa        | 1960–61, 1961–62 1969, 1970-tavasz, 1970–71, 1971–72, 1972–73, 1973–74                                             |
| 18. | Bene Ferenc        | 8           | Újpesti Dózsa                         | 1969, 1970-tavasz, 1970–71, 1971–72, 1972–73, 1973–74, 1974–75, 1977–78                                            |
| 19. | Koródy Károly      | 7           | Ferencváros                           | 1905, 1906–07, 1908–09, 1909–10, 1910–11, 1911–12, 1912–13                                                         |
|     | Rumbold Gyula      | 7           | Ferencváros                           | 1905, 1906–07, 1908–09, 1909–10, 1910–11, 1911–12, 1912–13                                                         |
| 21. | Kropacsek Ferenc   | 7           | MTK                                   | 1918–19, 1919–20, 1920–21, 1921–22, 1922–23, 1923–24, 1924–25                                                      |
| 22. | Molnár György      | 7           | MTK, Hungária                         | 1919–20, 1920–21, 1921–22, 1922–23, 1923–24, 1924–25, 1928–29                                                      |
|     | Nádler Henrik      | 7           | MTK, Hungária                         | 1919–20, 1920–21, 1921–22, 1922–23, 1923–24, 1924–25, 1928–29                                                      |
| 24. | Dunai Antal        | 7           | Újpesti Dózsa                         | 1969, 1970-tavasz, 1970–71, 1971–72, 1972–73, 1973–74, 1974–75                                                     |
|     | Horváth József     | 7           | Újpesti Dózsa                         | 1969, 1970-tavasz, 1970–71, 1971–72, 1972–73, 1973–74, 1974–75                                                     |
|     | Juhász Péter       | 7           | Újpesti Dózsa                         | 1969, 1970-tavasz, 1970–71, 1971–72, 1972–73, 1973–74, 1974–75                                                     |
|     | Noskó Ernő         | 7           | Újpesti Dózsa                         | 1969, 1970-tavasz, 1970–71, 1971–72, 1972–73, 1973–74, 1974–75                                                     |
| 28. | Kellner Jenő       | 7           | Újpesti Dózsa                         | 1970–71, 1971–72, 1972–73, 1973–74, 1974–75, 1977–78, 1978–79                                                      |
| 29. | Komlósi Ádám       | 7           | 2 – MTK 5 – Debreceni VSC             | 1998–99, 2002–03 2004–05, 2005–06, 2006–07, 2008–09, 2009–10                                                       |
| 30. | Bernáth Csaba      | 7           | Debreceni VSC                         | 2004–05, 2005–06, 2006–07, 2008–09, 2009–10, 2011–12, 2013–14                                                      |
|     | Dombi Tibor        | 7           | Debreceni VSC                         | 2004–05, 2005–06, 2006–07, 2008–09, 2009–10, 2011–12, 2013–14                                                      |
| 32. | Leandro de Almeida | 7           | 4 – Ferencvárosi TC 3 – Debreceni VSC | 2003–04, 2015–16, 2018–19, 2019–20 2006–07, 2008–09, 2009–10                                                       |
| 33. | Gorszky Tivadar    | 6           | Ferencváros                           | 1903, 1905, 1906–07, 1908–09, 1909–10, 1910–11                                                                     |
| 34. | Kovács Dezső       | 6           | MTK                                   | 1913–14, 1917–18, 1920–21, 1921–22, 1922–23, 1924–25                                                               |
| 35. | Opata Zoltán       | 6           | MTK, Hungária                         | 1920–21, 1921–22, 1922–23, 1923–24, 1924–25, 1928–29                                                               |
| 36. | Huber Rezső        | 6           | 3 – Ferencváros 3 – Újpest            | 1925–26, 1926–27, 1927–28 1929–30, 1930–31, 1932–33                                                                |
| 37. | Káposzta Benő      | 6           | Újpesti Dózsa                         | 1959–60, 1969, 1970-tavasz, 1970–71, 1971–72, 1972–73                                                              |
| 38. | Mészáros Norbert   | 6           | Debreceni VSC                         | 2005–06, 2006–07, 2008–09, 2009–10, 2011–12, 2013-14                                                               |
| 39. | Sikesdi Gábor      | 6           | Bp. Honvéd                            | 1983–84, 1984–85, 1985–86, 1987–88, 1988–89, 1990–91                                                               |
| 40. | Halász Géza        | 5           | Ferencváros                           | 1906–07, 1908–09, 1909–10, 1910–11, 1911–12                                                                        |
| 41. | Borbás Gáspár      | 5           | Ferencváros                           | 1903, 1909–10, 1910–11, 1911–12, 1912–13                                                                           |
| 42. | Szeitler Károly    | 5           | Ferencváros                           | 1908–09, 1909–10, 1910–11, 1911–12, 1912–13                                                                        |
|     | Weinber János      | 5           | Ferencváros                           | 1908–09, 1909–10, 1910–11, 1911–12, 1912–13                                                                        |
| 44. | Nyúl Vilmos        | 5           | MTK                                   | 1918–19, 1920–21, 1922–23, 1923–24, 1924–25                                                                        |
| 45. | Senkey Imre        | 5           | MTK                                   | 1920–21, 1921–22, 1922–23, 1923–24, 1924–25                                                                        |
| 46. | Pataki Mihály      | 5           | Ferencváros                           | 1910–11, 1911–12, 1912–13, 1925–26, 1926–27                                                                        |
| 47. | Turay József       | 5           | 3 – Ferencváros 2 – Hungária          | 1926–27, 1927–28, 1931–32 1935–36, 1936–37                                                                         |
| 48. | Lázár Gyula        | 5           | Ferencváros                           | 1931–32, 1933–34, 1937–38, 1939–40, 1940–41                                                                        |
|     | Sárosi György      | 5           | Ferencváros                           | 1931–32, 1933–34, 1937–38, 1939–40, 1940–41                                                                        |
| 50. | Budai II László    | 5           | 1 – Ferencváros 4 – Bp. Honvéd        | 1948–49 1950-ősz, 1952, 1954, 1955                                                                                 |
|     | Kocsis Sándor      | 5           | 1 – Ferencváros 4 – Bp. Honvéd        | 1948–49 1950-ősz, 1952, 1954, 1955                                                                                 |
| 52. | Babolcsay György   | 5           | Bp. Honvéd                            | 1949–50, 1950-ősz, 1952, 1954, 1955                                                                                |
|     | Bányai Nándor      | 5           | Bp. Honvéd                            | 1949–50, 1950-ősz, 1952, 1954, 1955                                                                                |
|     | Bozsik József      | 5           | Bp. Honvéd                            | 1949–50, 1950-ősz, 1952, 1954, 1955                                                                                |
|     | Puskás Ferenc      | 5           | Bp. Honvéd                            | 1949–50, 1950-ősz, 1952, 1954, 1955                                                                                |
|     | Rákóczi László     | 5           | Bp. Honvéd                            | 1949–50, 1950-ősz, 1952, 1954, 1955                                                                                |
| 57. | Machos Ferenc      | 5           | 2 – Bp. Honvéd 3 – Vasas SC           | 1954, 1955 1960–61, 1961–62, 1965                                                                                  |
| 58. | Berendy Pál        | 5           | Vasas SC                              | 1957-tavasz, 1960–61, 1961–62, 1965, 1966                                                                          |
|     | Sárosi László      | 5           | Vasas SC                              | 1957-tavasz, 1960–61, 1961–62, 1965, 1966                                                                          |
| 60. | Göröcs János       | 5           | Újpesti Dózsa                         | 1959–60, 1969, 1970-tavasz, 1970–71, 1971–72                                                                       |
| 61. | Borbély László     | 5           | Újpesti Dózsa                         | 1969, 1970-tavasz, 1970–71, 1971–72, 1972–73                                                                       |
| 62. | Bánkuti István     | 5           | Újpesti Dózsa                         | 1969, 1970-tavasz, 1970–71, 1971–72, 1973–74                                                                       |
| 63. | Géczi István       | 5           | Ferencváros                           | 1962–63, 1964, 1967, 1968, 1975–76                                                                                 |
| 64. | Sarlós András      | 5           | Újpesti Dózsa                         | 1971–72, 1973–74, 1974–75, 1977–78, 1978–79                                                                        |
| 65. | Kolár Endre        | 5           | Újpesti Dózsa                         | 1972–73, 1973–74, 1974–75, 1977–78, 1978–79                                                                        |
| 66. | Bodonyi Béla       | 5           | Bp. Honvéd                            | 1979–80, 1983–84, 1984–85, 1985–86, 1987–88                                                                        |
|     | Dajka László       | 5           | Bp. Honvéd                            | 1979–80, 1983–84, 1984–85, 1985–86, 1987–88                                                                        |
|     | Gyimesi László     | 5           | Bp. Honvéd                            | 1979–80, 1983–84, 1984–85, 1985–86, 1987–88                                                                        |
| 69. | Kovács Kálmán      | 5           | Bp. Honvéd                            | 1983–84, 1984–85, 1985–86, 1987–88, 1988–89                                                                        |
|     | Sallai Sándor      | 5           | Bp. Honvéd                            | 1983–84, 1984–85, 1985–86, 1987–88, 1988–89                                                                        |
| 71. | Cseh András        | 5           | Bp. Honvéd                            | 1984–85, 1985–86, 1987–88, 1988–89, 1990–91                                                                        |
| 72. | Fodor Imre         | 5           | 4 – Bp. Honvéd 1 – Ferencváros        | 1985–86, 1987–88, 1988–89, 1990–91 1991–92                                                                         |
| 73. | Madar Csaba        | 5           | 2 – MTK 3 – Debreceni VSC             | 1998–99, 2002–03 2004–05, 2005–06, 2006–07                                                                         |
| 74. | Kiss Zoltán        | 5           | Debreceni VSC                         | 2004–05, 2005–06, 2006–07, 2008–09, 2009–10                                                                        |

Sorrend: 1. megszerzett bajnoki cím, 2. utolsó bajnoki cím éve, 3. első bajnoki cím éve

## Statisztika
Több játékos két egyesülettel is magyar bajnok lett. Négy labdarúgó van, akinek ez három klubbal is sikerült:
- Füle Antal
  - 1988–89: Bp. Honvéd
  - 1993–94: Vác
  - 1996–97: MTK
- Orosz Ferenc
  - 1992–93: Kispest-Honvéd
  - 1996–97 és 1998–99: MTK
  - 1999–00: Dunaújváros
- Zavadszky Gábor
  - 1994–95 és 1995–96: Ferencváros
  - 1999–00: Dunaújváros
  - 2002–03: MTK
- Pátkai Máté
  - 2007-08: MTK Budapest
  - 2012-13: Győri ETO FC
  - 2017–18: Videoton FC

## Bajnoki idények
- Hivatalos bajnoki idények
  - Naptári év szerint rendezett
    - 1901 és 1905 között
    - 1950 és 1956 között
    - 1964 és 1969 között

  - Őszi-tavaszi rendszerben rendezett
    - 1906–07 és 1948–49 között
    - 1957–58 és 1962–63 között
    - 1970–71 óta napjainkig

  - Egyidényes bajnokságok
    - 1945-tavasz, 1950-ősz, 1957-tavasz, 1963-ősz, 1970-tavasz
- Nem hivatalos bajnokságok
  - Hadi bajnokságok
    - 1914–15, 1915–16

  - Félbeszakadt bajnokságok
    - 1944–45, 1956